# 三千院ナギ
三千院 ナギ（さんぜんいん ナギ、三千院 凪、）は、畑健二郎の漫画作品およびそれを原作とするアニメおよび台湾ドラマ『ハヤテのごとく!』に登場する架空の人物で、本作のヒロイン。アニメでの声優は釘宮理恵。台湾ドラマ版での出演はパク・シネ。
なお、当該作中登場人物の一人である西沢歩については、作中では主に「西沢さん」の呼称が用いられるが、本項では以下「歩」と表記する。

## プロフィール
- 誕生日：12月3日
- 血液型：AB型
- 年齢：13歳
- 身長：138cm
- 体重：29kg

## 経歴
三千院財閥の一人。「ナギ」という名前は、「この世のすべてをナギ倒せ」という願いをこめて母・紫子が名付けた。公園でハヤテに誘拐されかけた際の言葉を、愛の告白だと思い込んで一目惚れし、その後、ハヤテの借金を立替払いし、ハヤテを執事として雇う。ナギ曰く、父親は物心つく前に、母親は1997年3月13日（5歳の時）に他界している（コミックス１巻末のプロフィールでは、両親共に幼少の頃、事故で死亡したとされている）。両親もいないことから、寂しい幼少時代を送ってきた。唯一の直系の血族は祖父・帝だが、ナギとは不仲である。咲夜は従姉。幼少時から様々な分野で英才教育を受けており、白皇学院の飛び級制度により13歳で高校1年生になり、そこでもトップクラスの成績を修めている。2年に進級時には、1年時と同様ハヤテと同じクラスになった（出席番号は11番、担任は雪路）。部活は剣道部（幽霊部員）と動画研究部に在籍している。8か国語を話すことができ（日本より国外で生活していた時期が長かった）、カラオケで100点を出すほどの歌唱力を持っている。設定故に経済学にも精通しており、本人曰く「三千院家の遺産がなくても、WBSと株式市場があれば私がお金に困ることなどない」とのこと。三千院家の遺産を単独相続する者として命を狙われる立場にあったが、ミコノス島で三千院家の遺産の相続条件が「ハヤテが持っている王玉を守り抜くこと」に変更および正式決定され、アテネで王玉の事で決断が揺らいでいたハヤテを見かね自らの手で王玉を破壊したため、三千院家の遺産の相続権をすべて失った。このため三千院家別宅から退去することとなったが、家賃収入での生活を目論みハヤテに物件探索を依頼しており、結果クラウスから提供を受けた紫子のアパート「ムラサキノヤカタ」に転居する運びとなった。
第27巻で足橋剛治の原稿を見てショックを受け、自分の漫画を見られて、一度立ち直れなくなった（この時かなり暗い性格になった）。しかし千桜の励ましと「サークル真泉」の同人誌を読んだ時の気持ちを思い出し、作家を目指すことを決めたとされる（同時にいつもの調子を取り戻す）。
その後、ハヤテが帝邸から王玉を盗み出して提出した事により、無事相続権を取り戻して屋敷に戻った。

## 人物像
性格は非常にわがままで気が強く、後に執事となるハヤテを含む自身を誘拐した犯人全員にダメ出しをするほどである。負けず嫌いで、なかなか素直にお礼を言ったり謝ったりすることができず、そのためか「天の邪鬼」や「ヒネくれている」という評価もされている。物語序盤にて、カッとなって屋敷から追い出してしまったハヤテを迎えに行った時も、言い出し難かったためか、目が隠れる程度のマスクを被り服装を変えただけの「変装」をし、「マスク・ザ・マネー」と名乗ってハヤテの前に現れた。他方、散々けなしたハヤテのコートを「三千院家の名が泣く」といって着続けたり、「主には仕えてくれる者を守る義務がある」という発言もしている。
また、その場の思いつきで行動する傾向があり、思いつきでハヤテに女物の服を着せて結果的に女装ハヤテを生んだことがある。ハヤテを酷く振り回すことも多いが、親の借金のせいで家も仕事もなくなり困っていた彼を住み込みの執事として雇って借金を肩代わりし、さらに学校に行きたがっていたハヤテを白皇学院に編入させて学費を代わりに出すなど、本当はとても優しい一面もある。また、地の性格には子供っぽさや素直さが垣間見られる。非常に寂しがりで一人で留守番した時や、雪路のせいでマラソン大会で優勝を逃してしまったことによりハヤテがクビにされた際は、一時期ハヤテが屋敷を離れただけで強がりながらも涙ぐむシーンもあった。女言葉をほとんど使わず、口癖は普段は「〜だぞ」や「〜なのだ」を多く使い、怒ったときは「まったく!（ハヤテは）ほんとにまったく!」「うっさい!」「バーカバーカ!!」などを使う。
幼い頃から誘拐の危険に度々遭ったことから、こもりがちな傾向が強く、学校も不登校気味で登校しても授業をサボることも少なくない。自主的な外出のほとんどが家出である。一日の大半を漫画とゲームで費やしたいと言っていたが、最近は自らアルバイトを志願するなど変化も見られる。性格とは裏腹に白皇学院の教師に話をする時は敬語を使うなど、基本的な対人マナーは持ち合わせており、アルバイトの際にも接客はうまくできていた。
作中随一の三千院財閥の財力をバックに金銭感覚が常人離れして億単位の金銭も平気で動かす。一方、一般の経済観念や世間の情報には疎く、「（投資をする上では）1円単位でも大事だ」と言っている割には1円玉を知らなかった。マリアたち同様に電車の存在を新幹線以外あまり知らなかったり、駅の自動改札機の正しい利用方法を知らなかった。
本人はハヤテに出会うまで気づいていなかったが、体の柔らかさが人並み以上であるほかは極度の運動音痴で体力も著しく乏しく、当初50mを走っただけでへたばってしまうほどであった。ハヤテが少し鍛えたが、それでも500m走るのがやっとで、道力（どうりき）は0.01。カナヅチでもある。しかし、ハヤテが浮気した（と思いこんだ）ときは鬼と化しハヤテを一撃で倒す。また、釣りはかなり苦手で、一人では釣竿さえ落としてしまうほどの有様である。こうした体力のなさや体の小ささからくる劣等感のため、常に不機嫌そうな顔になりがちである。それでいて、低い体力とは正反対に攻撃力だけは何故かとても高く、かなりの実力者であるハヤテや虎鉄を一撃で倒したことがあるほど。
家事の類は壊滅的に苦手で、何かしようとする度に部屋を派手に散らかしてしまうため、一人では留守番も出来ない。特に料理は殺人的に下手で、風邪をひいたハヤテにおかゆを作った際、「独自の味付け」と称して油や酢を入れようとし、しかも、「油汚れに強い!!」という文言を早とちりし台所洗剤（台詞では「ママ●モン」、ロゴでは「マーマルレモン」）を入れたことまである。同年代の咲夜や伊澄が上手いのでかなりひがんでいる。料理下手の設定に関しては、作者は少年漫画のヒロインの王道だからと述べている。
更に、重度の方向音痴で、一度迷子になれば普通の人の3倍のスピードで危険に巻き込まれる。幼少期の時のトラウマにより暗い所が苦手（詳しくは鷺ノ宮伊澄を参照）なので、夜は独りでは眠れず、マリアが毎晩添い寝している（マリアが居ない時は伊澄やヒナギク、アニメ第1期第37話では歩に添い寝をして貰っている）。しかし最近は1人で寝れるようになっている。大雪の夜に停電したときもマリアについてもらい、さらにポータブルゲームで気を紛らわせている。また、カエルやお化け等の不気味なものも苦手。その他、食べ物の好き嫌いも多く、特に辛い物は極めて苦手である。かなりの泣き虫でもある。
父シン・ハイエックはアメリカ人のため、日本人とアメリカ人のハーフである。アニメ第3期で原作に先駆けて明かされたが、原作でも第394話で自分の父親がアメリカ人であると語った。シン本人は未登場である。

## 容姿
低めのツインテール(金髪)が特徴。瞳は緑色。13歳という年齢に対して身長はかなり小さく（他の本作に登場するナギと同年齢の人物も体格が小さい）、ボートで釣りをするときに落ちないようにと支えていたハヤテが「子猫を抱いてるみたいだ」と思うほどで、本人も背の低さがコンプレックスになっている。また、本人は胸が小さいことも気にしているようである。ただし、「（ヒナギクと）胸の厚みなら似たようなもんだ」とは述べている。毎朝牛乳を飲んでいるが一向に背も胸も成長しない。そのためハヤテや咲夜に「発育が悪い」と言われている。服装はミニスカにニーソの組み合わせが比較的多く、上半身は比較的色々な服を着る。初期ではお金持ちっぽい高級そうで露出もそこそこある衣装を着ていたが、最近ではカジュアルな服装を着ることが多い。その分、そういった服はカラーページの扉絵などでよく描かれる。また、原作では寝間着にネグリジェを着ていたが連載の途中からパジャマに変更されている。また、アニメではナギの寝間着は全てネグリジェに変更されている。

## 趣味
アニメ・ゲームなどが好きで、非常に影響されやすく、それに関連する様々なグッズを持っている。また、彼女自身も漫画を描いておりおり（ナギの漫画については#ナギの漫画の登場人物を参照）、伊澄の話は本来漫画のネタになりそうなものだが、ナギが闇を極端に恐れるため、伊澄は「それはダメ」と咲夜に対して断言している。ゲームは特にネットゲームも好きで、プ○ステ部屋などといったゲーム機それぞれに専用部屋があったり、ムシキング（作者自身のコネで「使用許可が下りた」として伏せ字なし）の筐体を大人買いしたりしている。
ノートパソコン（VAIOらしき銘柄）を使っているシーンも多く、海外に行ってまで部屋の中で使っていた。am○zonで買い物をすることも多い。また他にも電子掲示板のようなサイトへの書き込みとおぼしき場面もある。ハヤテ曰く、乙女ロードに興味を持ち始めているとのことであった。また、現在では漫画家らしくデスクトップPC（4面ディスプレイなおかつペンタブ付き）がある。
第17巻において、思い出作りをきっかけにカメラにも興味を持ち始め、最初のアルバイト代でジャンクのロモを購入した。趣味の中では唯一アクティブといえるものであり、「金で買えないからこそ価値がある」というナギの考えに沿ったものとなっている。

## 対人関係
人見知りが激しく、あまり人と関わりたがらないため、人付き合いは下手。学校でも人の多い場所を嫌う。友達は多くはないが本人はあまり気にしていない。ただし知人自体は多い。現在仲のいい付き合いをしているのは咲夜、伊澄、ワタルくらいで、生徒会3人娘とも動画研究部などで付き合いがあるが、敬語を使っていたりとまだ少し距離を取っている。それに対して、ヒナギクには憧れに似た感情を持っており、普通に話している。歩との関係は微妙なところだが、ハヤテが関わらなければ比較的良好。愛歌のことは「ラブ師匠」と呼び慕っているが、あくまで相談相手として見ている模様。同じアパートの住人でもある千桜、カユラとは趣味が一致していて仲は良いが、考え方の違いで激しい論議を繰り広げる事も。年下から頼られると面倒見が良い。
他の人間への淡白さとは裏腹に、ハヤテに対しては強い恋心を持っていて、何度かハヤテにキスを試みて多くは邪魔が入り、未遂に終わっていた。だが、第7巻第11話で全裸を見られてしまいながらも頬にキスすることに成功した。後に下田の温泉で気絶していた時に再び全裸を見られてしまうが、前回とは状況が違ったこととハヤテの堂々とした態度が災いしてナギの怒りを買うことになった。だが、ハヤテ自身はナギが「ちっちゃな子供だから」反応しないと述べている。
ハヤテとは少しでも長く一緒にいたいと思っており、ハヤテが他の女の子と関わることを嫌い、ハヤテがヒナギクにプレゼントしたり、彼女のために必殺技を覚えたいと言った際は嫉妬した。またこの傾向は女性に限らず、男性である康太郎やクラウスや虎鉄がハヤテにスキンシップを図ろうとしたときも警戒している。歩には初対面の時から龍のオーラを出して警戒し、その時に彼女が対抗して出したハムスターのオーラからハムスター呼ばわりしている。その後もハヤテを巡って何度も火花を散らしているが、下田に行く途中で迷子になったところを助けられ、更に殺し屋に暗殺されそうになった所を歩が自分の身を顧みず再度助けようとしてくれたことに対して感謝し、ハヤテの件は別として自分の名を呼び捨てにさせることで和解した。最近では余程の事が無い限りはハヤテが他の女性と関わる事自体は許しているようであり、ルカの事で焦っていたハヤテを見ただけでまた女性トラブルを起こしたと察知し「女性トラブルはつきもの」とまで言っている。
ハヤテの周りの人間にこれだけ嫉妬しているにもかかわらず、自分がハヤテに対して好意を抱いていることを直接ハヤテに告白したことはない。また、ハヤテに自分のことをどう思っているかを聞いたことはある。その時にハヤテは「（命の恩人だから）この世で一番大事な人ですよ」と答えている。ハヤテ自身はナギのことを恋愛対象ではなくまだ小さい子供として見ている。ナギも一樹とデートしたのにハヤテが嫉妬してくれなかったり、天の声に「あまり女だと思われてないとか…」と言われ、そのことに気づいたこともあった。しかし、現在はハヤテがナギの母親にお墓の前で「まだ幼いですけど、お嬢さまは…僕が一生守っていきますから」と言ったのを聞いて、「ハヤテはプラトニックな奴で本当は自分のことが好きだ」と勘違いしている。このような事により、二人の関係は些細な誤解の上に成り立つ危険なものである。ハヤテの誕生日には自分がアルバイトをして稼いだお金で腕時計をプレゼントすると約束をし、喫茶どんぐりでアルバイトをすることになった。三千院家の遺産の相続条件だったハヤテが持つ王玉を自らの手で破壊したため三千院家の遺産の相続権を失うが、ハヤテがいたらお金なんていらないと言い、これからは側で自分を守ってほしいとハヤテに告げる。
マリアはナギにとって母や姉、親友のような存在で、恋愛感情を除けば最もナギに近いところにいる人間といえる。二人が幼い時からの付き合いであり、単なる主人と使用人の関係を超えた深い絆を持っている。幼くして母紫子を失い、自分を守るといった人間もいなくなっている中、マリアも遠からず好きな人ができていなくなることを恐れている。
実は幼少時代に一度ハヤテと出会っている。ただし、それは第4巻収録の番外編「RADICAL DREAMERS」でミコノス島に行った際にハヤテが過去（アニメ第1期第52話では10年前）にタイムスリップしてしまい、そこで幼少時代のナギと出会ったものである。ハヤテはナギのスーパーインドアライフを直すために一緒に海に星空を見に行こうとして、幼少時のナギに本当に告白にしか取れないような言葉を掛け、幼少時のナギも顔を赤くしていた。さらに、幼少時のナギがマフィアに襲われた際には「過去でも未来でも!!僕がキミを守るから…!!」と宣誓もしている。しかし、海に来たところでハヤテは現代に戻ってしまった。
ステージでルカとはじめてあった時、神と対峙した様だったと感じていた。その後、千桜の紹介で直接会い、趣味の一致から友達兼ライバルとなった。

## アニメ
- アニメの第1期1・2クールOPにて、原作では描かれていない、ナギがクリスマスパーティーを飛び出してハヤテがいた公園に行くまでの間のエピソードが少し描かれている。
- 第1期第5話で、ナギが咲夜にツッコミを入れるシーンでの連続3カットと、その後の咲夜との会話シーンに、ナギ役の釘宮理恵の担当キャラクターをモチーフとした声優繋がりのネタが挿入されている（『灼眼のシャナ』のシャナ、『鋼の錬金術師』のアルフォンス・エルリック、『銀魂』の神楽等）。
- アニメでの学生番号は、9784091272713[14]。
- 原作ではナギの携帯は登場するたびにほぼ毎回機種変更されているが、アニメでは同一機種を使い続けている。劇場版および第3期ではiPhoneを使っているが、どちらもナギ自身が破壊している。
- アニメ第3期では妹を名乗るツグミ・ルリが登場しているが、最初から信用していない。しかし、「お姉ちゃん」という呼ばれ方には多少惹かれ、実際に妹かどうかは別として話をするようになっていった。またハヤテの体に入っていた父シン・ハイエックとも話をしている。

## ナギの漫画の登場人物とその関係者
ここでは作中でナギが描いている漫画の登場人物について記述する。ナギは漫画を読むことも描くことも趣味としているが、内容は非常に独創的で、本人はストーリー漫画と言っているが、伊澄以外にその理解者はなく、ハヤテは「絵日記」「不条理漫画」という感想を漏らしている。小説2作目では、ハヤテ達自ら、ナギの小説に入ることになる。ルカと同人誌対決を持ちかけてからは本気で漫画を描こうとしており、現在の作風では他人に理解されない事を自覚はしているがどうしても変える事ができずにいる。

### 『世紀末伝説 マジカル☆デストロイ』
『世紀末伝説 マジカル☆デストロイ』（せいきまつでんせつ マジカルデストロイ）は、ナギによる執筆中の未完の漫画である。先輩はハヤテの、ブリトニーはマリアの心境として暗示しているとされる。他にストーリーの導入説明で、先輩の妻がナギ、息子がリィン・レジオスター（アニメではワタル）、悪い魔女が雪路に当てられている。プロフィールで「100話を越えたら」1週まるごとやると予告されていた。本当は畑自身第100話で16ページやるつもりだったが、「100話過ぎたら」の言葉のレトリックを言われ、計6ページに縮小された。これは作中のネタにもなった。アニメ第1期第17話のアバンタイトルでも、ナギは第17話を記念してこの漫画を30分間丸々やろうとしていたが、ハヤテに止められたためアバン冒頭で線画で30秒流れただけであった。また同第1期第44話では、アバンタイトルでナギが歌う『マジカル☆デストロイ』OPを含めたアニメ映像が約30秒流れた上、本編でも『マジカル☆デストロイ』OP完全版アニメ映像が流れた。400話で9ページ半のナギ作の漫画が掲載されたが、主人公のブリトニー以外は現実の人物をモデルにした新しいキャラクターに刷新されている他、世界観も若干変わっているため、『マジカル☆デストロイ』の直接の続編であるかは不明。
作者によれば「ナギの描いている漫画や絵柄が一番（初めて出版社に行った）当時の自分に近い」とのことである。原作公式ガイドブックにアニメ化されたという設定の上で、アニメファーストシーズン分（第1話-第13話）のあらすじが右開き・横書きで掲載されている。
ブリトニー
声 - 釘宮理恵（ハヤテ代筆版では白石涼子）
『マジカル☆デストロイ』の主人公。一人称は「あっし」。絵柄はどう見ても男なのだが、何故か敬称は「ちゃん」の女の子。軽いツインテールで髪飾りで結んでいる。職業「ごく普通のりっぱなお花屋さん」。出身は魔法王国東中野3丁目。日本刀に形状が酷似した「マジカルステッキ」なる武器を愛用している。必殺技は「マジカル全滅ビーム」。ケーキなどが非常に好きで、落ち武者大将軍による砂糖不足により、8次元の世界に旅を決意する。ハト魔人との戦いで「絶対バリアー」と「アンドロメダ太陽ブラックホール打法」を身につける。
ブリトニーは想いを寄せている先輩の妻と親友だった。ブリトニーは先輩を、「妻子の元に戻ってしまうのを覚悟で姿を元に戻すか」、「一緒に旅を続けるために元の姿に戻さず星のままにしておくか」で悩んでいる。その決断が描かれるタイミングで伊澄の漫画が挿入され、結局結果は分からずじまい。
ハヤテの代筆版では、セーラー服の少女「花の魔法少女ブリトニーちゃん」として描かれる。魔法少女だという事は秘密。花屋のアルバイト。店を燃やすほどドジ。本来は知り合いの美少女漫画家に代筆を依頼するつもりだったが、断念し畑自身が描いた。作中では酷評されていたが、読者人気投票ではハヤテの描いたものが一番人気であった。400話記念で掲載された漫画（412話時点ではタイトル不明）では、一人称が「あたい」で、細部の基本設定も異なる。
三途ノ川（さんずのかわ）
ブリトニーから先輩と呼ばれ想いを寄せられている。しかし、妻子持ちでブリトニーは想いは伝えられていない。悪い魔女に星の姿に変えられたため妻は病に、子供はネットゲームで不利になると回線切断する不良になってしまっている。
戦闘時にサポートキャラになっていたり、ブリトニーに「あまりなつかないでくれるか?」と言ったり、色々と謎が多い。
落ち武者大将軍（おちむしゃだいしょうぐん）
12次元から現れる。エアーズロックから出てきた無限アリ製造装置で人類を働きアリに変え、世界中の砂糖を集め世界征服を企む。それを見越して先物取引で砂糖を買い占め始める。
暗黒落ち武者（あんこくおちむしゃ）
落ち武者大将軍のツレ。作者曰く、「名前のモデルは、暗黒大将軍から」とのことだが、どの作品の暗黒大将軍かは不明。
序盤の敵
ブリトニーを追って日本海までやってきて、自ら「あんまり強くはないです!!序盤の敵なので!!」と宣言する敵。口の中でリスらしき者が操縦している。
子猫
羽が生えている。色は白と思われる。飛ぶ速さ時速23km。走る速さマッハ5。伊澄の筆による共作で登場する。2回登場するが同じ子猫であるかどうかは不明。
ハト魔人
最強の敵。平和の象徴でありながら恐るべき力を持つ3丁目の田中さん。ハトなのに何故かニワトリのようなトサカを持ち、体のいたる所からビームを出す。あまりに強力なキャラのためナギと伊澄はその攻略に一晩議論する事となった。実は他に5人いる。
兄沢命斗（アニメ店長）
声 - 関智一
アニメ第1期第44話で『マジカル☆デストロイ』のアニメ版を上映する前に流れたアニメイトとのタイアップCM（という設定）に登場。また、同話ではその後のマリアの代筆によるハヤテの心境を説明するカットで登場している（この時の声は白石）。
超弾道ロボ
400話記念漫画に登場。寝室へブリトニーを起こしに来たロボット。頭部がディスプレイ（下に小さく「レグザ」と書かれている）になっており、笑顔の顔文字が常に映っている。胸にはなぜか自動販売機のような硬貨の投入口があり、キャタピラ駆動。モデルはハヤテ。
魔女
400話記念漫画に登場。メイド姿で頭の両端に三角の角のような飾りが付けられ、目の代わりに大きなパトランプが付いているロボット。ブリトニーに朝食を作るが、「パセリは飾りじゃありませんよ」とブリトニーにパセリを食べるように促す台詞しか喋れない。モデルはマリア。
使い魔
全部で五匹。ほぼシラヌイそのままの猫、歩をモデルとしたリス、千桜をモデルとしたBL好きのウサギ、アリス（アテネ）をモデルとした猫、漫画を食べるカユラがモデルの使い魔（形態は不明）。
ナイチチ
ヒナギクがモデル。ロボット風の容姿をしており胴体はまな板。ツッコミが得意で意味なく色々なツッコミをしている。上記のロボの些細な言動も見逃さず、暴力的なツッコミを入れて破壊してしまう。

### 幼少時代の漫画
8年前（5歳の頃）に書いた漫画の登場人物達。この漫画をきっかけに伊澄と仲良くなった。
ヘルニアちゃん
咲夜曰く「力士マンみたいな敵」。ナギ曰く「マスコット」。
「必殺老人斬り」の2人のキャラ
咲夜曰く「インカの古代文字」。

### 映画化の関係者
桜井P、古市P、進行鈴木、アニメーター
声 - 阿澄佳奈（桜井P）、佐藤利奈（古市P）、福原香織（進行鈴木）、儀武ゆう子（アニメーター）
アニメ第1期第44話に登場。本作のアニメーション制作を担当しているSynergySP（ナギたちがラーメン店の店員（声 - 加藤英美里）にアニメージョを提示した途端にスタジオに転送された。ただし生徒会3人娘は普通に入室した上に第1期第35話でも1カットだけ訪れた）をモデルにした制作関係者。ナギの作品の映画化を最初は渋ったが、突然映画化に踏み切った。他作品のパロディのアニメーターも多数登場している。全員女性である。

## 備考
- モデルは作者の知人であり、その人物の特徴を分けて、ナギと歩が誕生した[18]。
- 読切版の『ハヤテの如く』では、ナンパ2人組に助けられた後でハヤテから自分の誘拐を企んでいたことを暴露されていながら「そういう事を正直に話すから良いヤツなんだぞ」と言い、その上で好意を抱いていた。また、ナギ自身の口からハヤテの境遇をマリアに話している。しかし、読切版ではハヤテを執事として雇ったのがマリアであることもあってかハヤテは彼女に強く好意を抱いており、それに気付いたナギはハヤテに激しくヤキモチを妬いていた。
- 小説版第1巻ではナギのドッペルゲンガーが登場。宇宙船が落ちた下田温泉での効能で、引きこもりでなく学校や体育を好むようなナギの人格がドッペルゲンガーとして現れた。作品内では「偽ナギ」と呼ばれる。ナギ本人と入れ替わろうとするがハヤテに見抜かれ、伊澄に除霊(?)された。
- 当初はファン投票をしたらナギvsほか全部でもナギが勝つと言われる[19]ほどの圧倒的な大人気を誇ったが、第1回キャラクター人気投票では4位に甘んじた。しかし、2007年10月の「秋葉原エンタまつり2007」で開催された「ハヤテのごとく!キャラクター人気投票in秋葉原」においては、第1位に輝いた。1000票以上の票が入ったのは1位のナギと2位のヒナギクのみであり、3位以下を大きく引き離している。それにより、2008年3月21日発売のドラマCD3に新曲のキャラクターソングが収録された。その後、2008年4・5月の「ハヤテのごとく!キャラクター人気投票in大阪・日本橋」では2位となっている。
- 作者は当初アテネをメインヒロインとして設定しており、彼女に「三千院ナギ」の名を付ける予定であった[20]。